# Union des communes de montagne Amiata-Grossetana
L'union des communes de montagne Amiata-Grossetana (en italien : Unione dei comuni montani Amiata Grossetana) est une structure intercommunale italienne située dans la province de Grosseto en Toscane.
Elle s'étend sur 700 km2 dans le sud de la Toscane, entre Grosseto et le mont Amiata.
Elle regroupe les communes d'Arcidosso, qui abrite son siège, Castel del Piano, Castell'Azzara, Roccalbegna, Santa Fiora, Seggiano et Semproniano.